# Footgolf
Footgolf eller fotbollsgolf är en idrott som går ut på att sparka en fotboll från utslagsplats till hål på så få tillslag som möjligt. En kombination av golf och fotboll med fokus på strategi, enkla regler, glädje och kamratskap.
Spelet följer i stort golfens regler, men med en större boll och en större hålkopp. Vattenhinder, bunkrar och out of bounds utgör normala hinder.

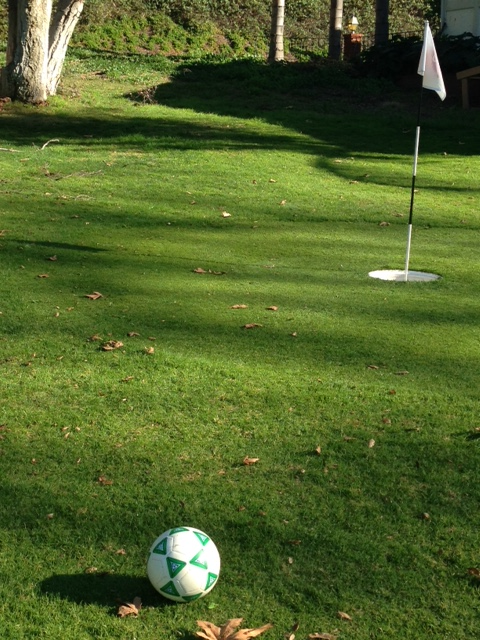
footgolf

En bana består helst av 9 eller 18 hål med par 3–5, hållängder varierande mellan 50 och 200 meter och hålkoppar med 53 centimeter i diameter.
| År   | Datum          | Ort        | Herr                | Dam                    |
| ---- | -------------- | ---------- | ------------------- | ---------------------- |
| 2017 | 10-12 Juli     | Hestra     | Tommy Svensson      | Susanne Fahlström      |
| 2018 | 5-6 Juli       | Landskrona | Erik Lundin         | Emelie Andersson       |
| 2019 | 1–2 Juli       | Malmö      | Nahir Oyal          | Julia Berglind Nilsson |
| 2020 | 15–16 Augusti  | Laholm     | Alexander Alenbring | Ebba Westerlund        |
| 2021 | 13-15 Augusti  | Laholm     | Rickard Bråthe      | Pernilla Nordgren      |
| 2022 | 1–3 juli       | Alunda     | Edvin Johannesson   | Pernilla Nordgren      |
| 2023 | 30 juni–2 juli | Norrtälje  | Henrik Nordenmar    | Sofie Magnusson        |
| 2024 | 28-30 juni     | Norrtälje  | Alexander Alenbring | Sofie Magnusson        |
| 2025 | 26-29 juni     | Norrtälje  | Alexander Alenbring | Sofie Magnusson        |